# International Astronautical Federation
Die International Astronautical Federation (IAF) hat ihren Sitz in Paris. Sie wurde 1951 mit Gründungspräsident Eugen Sänger als eine Nichtregierungsorganisation gegründet und hat über 468 Mitglieder aus 75 Ländern in der ganzen Welt. Sie werden von der Industrie, professionellen Gemeinschaften, Regierungsorganisationen und Gelehrtengesellschaften angeführt.
Die Weltraumorganisation hat Verbindungen zur International Academy of Astronautics und dem International Institute of Space Law, mit denen die IAF jährlich den  Internationalen Astronautischen Kongress (IAC) organisiert.
In enger Zusammenarbeit mit den Vereinten Nationen organisiert die IAF jährlich den Space Workshop for Developing Nations und nimmt am Unispace III teil. Zusammen mit dem Committee on Space Research (COSPAR) und dem International Institute for Space Law nimmt die IAF einen jährlichen Überblick über Höhepunkte im Weltall für die Vereinten Nationen vor.
Präsident war von 2008 bis 2012 Berndt Feuerbacher. Er war nach Gründungspräsident Eugen Sänger im Jahr 1951 der zweite Deutsche, der dieses Amt übernahm. Ihm folgte in seinem Amt der Japaner Kiyoshi Higuchi. Im Oktober 2018 wurde Pascale Ehrenfreund zur Präsidentin der IAF gewählt.
Der Manfred Lachs Space Law Moot Court Wettbewerb (auch Lachs Space Moot), ein internationaler Wettbewerb über Weltraumrecht, wird seit 1992 durch die International Astronautical Federation veranstaltet.